# 오하영 (기상 캐스터)
오하영(吳夏英, 1983년 1월 17일~)은 대한민국의 기상 캐스터이다.

## 생애
1983년 1월 17일에 출생한 그는 한국외국어대학교에서 아랍어학을 전공하였고 2006년 일본의 모바일 기상 정보 제공업체인 웨더뉴스의 웨더자키 (5기)로 선발되어 활동했으며, 2007년 SBS 공채 기상 캐스터로 입사했다. 이후 SBS 《뉴스와 생활경제》, 《SBS 뉴스퍼레이드》, 《SBS 8 뉴스》 등에서 활약하였다. 2011년 10월 1일 대학 시절부터 교제해 온 동문 남자 친구 김주영과 결혼식을 올렸다.

## 학력
- 2005년 한국외국어대학교 아랍어학 학사(01학번)

## 경력
- 2006년 웨더뉴스 웨더자키 5기
- 2007년 SBS 기상 캐스터
- 2009년 한국농수산식품유통공사 사이버거래소 홍보대사
- 2015년 연천군 홍보대사
- 2017년 1월 SBS 퇴사

## 출연

### 방송

#### 예능
| 연도 | 방송사 | 제목        | 역할   | 비고       |
| ---- | ------ | ----------- | ------ | ---------- |
| 2013 | SBS    | 도전 1000곡 | 출연자 | 2013.11.24 |

#### 뉴스
| 연도 | 방송사     | 제목              | 역할        | 비고      |
| ---- | ---------- | ----------------- | ----------- | --------- |
| 2007 | SBS        | SBS 나이트라인    | 기상 캐스터 | 2007~2008 |
| 2008 | SBS        | 뉴스와 생활경제   | 기상 캐스터 | 2008~2009 |
| 2008 | SBS        | SBS 8 뉴스 (주말) | 기상 캐스터 | 2008~2010 |
| 2009 | SBS        | SBS 12 뉴스       | 기상 캐스터 | 2009~2010 |
| 2010 | SBS        | SBS 뉴스퍼레이드  | 기상 캐스터 | 2010~2016 |
| 2010 | SBS        | SBS 8 뉴스 (평일) | 기상 캐스터 | 2010~2016 |
| 2016 | SBS        | SBS 나이트라인    | 기상 캐스터 | 2016~2017 |
| 2007 | SBS 러브FM | SBS 저녁종합뉴스  | 기상 캐스터 | 2007~2009 |
| 2007 | SBS 러브FM | SBS 정오종합뉴스  | 기상 캐스터 | 2007~2012 |
| 2007 | SBS 러브FM | SBS 뉴스라인      | 기상 캐스터 | 2007~2012 |

## 가족 관계
- 배우자 : 김주영 (1982년 ~ )
  - 딸 : 김지유 (2017년 ~ )